# Herb Nowego Miasta Lubawskiego
Herb Nowego Miasta Lubawskiego – jeden z symboli miasta Nowe Miasto Lubawskie w postaci herbu.

## Wygląd i symbolika
Herb przedstawia na tarczy dwudzielnej w pas, w polu górnym, czerwonym - złotego lwa kroczącego w lewo, w polu dolnym, złotym – pięciopłatkową różę o czerwonych płatkach, w środku o złotym sercu w pojedynczym kręgu, w koronie róży pięć zielonych listków.
Herb nawiązuje prawdopodobnie do herbu założyciela miasta Ottona von Luterberga.

## Historia

Herb miasta używany do 2012 roku

Wizerunek herbowy pochodzi z XIV wieku. Do 2012 r. herb Nowego Miasta Lubawskiego przedstawiał na niebieskiej tarczy dwudzielnej w pas, w polu górnym - złotego lwa kroczącego w lewo, w polu dolnym - pięciopłatkową różę o białych/srebrnych płatkach, w środku o czerwonym sercu w pojedynczym kręgu, w koronie róży pięć zielonych listków.
24 kwietnia 2012 roku został ustanowiony przez Radę Miejską nowy wzór herbu